# Striatoppia madagascarensis
Striatoppia madagascarensis är en kvalsterart som beskrevs av Balogh 1961. Striatoppia madagascarensis ingår i släktet Striatoppia och familjen Oppiidae. Inga underarter finns listade i Catalogue of Life.